# KF Malisheva
KF Malisheva (Klubi Futbollistik Malisheva) es un club de fútbol con sede en la ciudad de Malisevo, Kosovo. El club compite en la máxima categoría del fútbol de Kosovo, la Superliga de Kosovo.

## Historia
El equipo fue fundado en 2000. En 2021 consiguió ascender a la Superliga de Kosovo por primera ocasión en su historia. En su primera temporada en la liga principal de Kosovo el equipo finalizó en la octava posición, por lo que debió disputar la promoción de permanencia ante el Klubi Futbollistik Vushtrria, derrotándolo por un marcador de 1-3, asegurando su permanencia.
En la temporada 2023-24 el equipo finalizó en la cuarta posición de la máxima categoría del fútbol kosovar, por lo que se clasificó para primera ronda de la edición 2024-25 de la Liga Europa Conferencia de la UEFA, lo que marcará el debut del Malisheva en competiciones europeas.

## Estadio
El KF Malisheva disputa sus partidos como local en el Estadio Liman Gegaj, (en albanés Stadiumi Liman Gegaj), el cuenta con una cancha de césped artificial y una capacidad para albergar a 2,000 espectadores.

## Participación en competiciones de la UEFA
| Temporada | Torneo                 | Ronda             | Club                | Casa | Visita | Agg. |
| --------- | ---------------------- | ----------------- | ------------------- | ---- | ------ | ---- |
| 2024–25   | UEFA Conference League | 1° Clasificatoria | Budućnost Podgorica | 1–0  | 0−3    | 1−3  |
| 2025–26   | UEFA Conference League | 1° Clasificatoria | Víkingur Reykjavík  | 0−1  | 0−8    | 0−9  |